# Bedri Myftari
Bedri Myftari (ur. 21 grudnia 1938 w Sklavie, zm. 8 listopada 2013 w Tiranie) – albański pisarz narodowości czamskiej, więzień polityczny.

## Życiorys
Urodził się w miejscowości Sklav położonej nieopodal Filiatesu w Grecji. Krótko po zakończeniu niemieckiej okupacji Albanii wraz z rodziną przeniósł się do tegoż kraju; ukończył szkołę podstawową w Fierze oraz szkołę średnią w Tiranie.
Na początku lat 60. rozpoczął pracę dziennikarza dla czasopisma Zëri i Rinisë, a w 1966 roku dołączył do Ligi Pisarzy i Artystów Albanii. W swoich utworach krytykował władze albańskie, za co został oskarżony o agitację i propagandę przeciwko linii partyjnej w sztuce i literaturze, następnie skazany na 20 lat pozbawienia wolności.
Po upadku komunizmu pracował dziennikarzem czasopisma Kosova, redaktorem naczelnym Tribuna Demokratike oraz redaktorem w czasopismach Emigranti Shqiptar, Bota Shqiptare oraz Çameria; współpracował także jako publicysta z czasopismami Drita oraz Krahu i Shqiponjës.

## Twórczość[1]
- Fluturzat e borës (1967)
- Mbrëmjet e qytetit tim (1969)
- Kronikat e vdekjes (1994)
- Rojtari i varrezës (1995)
- Dashuria e parë (1997)
- Bardh e zi (2000)
- Dashuri fatale (2000)
- Përralla (2001)
- Vajza e rojtarit të pyllit (2003)
- Zonja e Ambasadorit (2006)
- Vampiri (2006)
- Pas Kastadivës (2007)
- E parathëna (2008)

### Poezje
- Ti je Eva (1996)
- Pranverë që s'kthehet më (1999)
- Simfoni e erërave (2005)
- Eja në takim (2009)

## Nagrody
Jego utwory pod tytułami Fluturzat e borës oraz Mbrëmjet e qytetit tim zostały nagrodzone odpowiednio II i III miejscem w krajowych konkursach literackich.